# 板倉滑空場
板倉滑空場（いたくらかっくうじょう）は群馬県邑楽郡板倉町と栃木県栃木市にまたがって渡良瀬川の河川敷占用許可を得ている場外離着陸場である。主にグライダーの滑空場として使用されている。

## 施設データ
- 事務所住所：群馬県邑楽郡板倉町除川1286-1
- 管理者：公益社団法人　日本グライダークラブ
- 交信：130.675MHz